# Hrabstwo Clinton (Nowy Jork)
Clinton – hrabstwo (ang. county) w stanie Nowy Jork w USA. Populacja wynosi 79 894 mieszkańców (stan według spisu z 2000 r.).
Powierzchnia hrabstwa wynosi 2895 km². Gęstość zaludnienia wynosi 30 osób/km².

## Miasta
- Altona
- Au Sable
- Beekmantown
- Black Brook
- Champlain
- Chazy
- Clinton
- Dannemora
- Ellenburg
- Mooers
- Peru
- Plattsburgh
- Saranac
- Schuyler Falls

## Wioski
- Champlain
- Dannemora
- Keeseville
- Rouses Point

## CDP
- Altona
- Au Sable Forks
- Chazy
- Cumberland Head
- Lyon Mountain
- Mooers
- Morrisonville
- Parc
- Peru
- Plattsburgh West
- Redford
- West Chazy